# Beat Eberle (Autor)

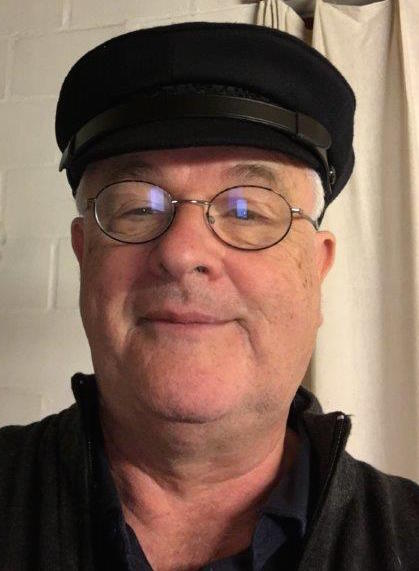
Beat Eberle (2018)

Beat Eberle (* 11. Juli 1953 in Winterthur) ist ein Schweizer Schriftsteller, Buchhändler und Verlagsvertreter.

## Leben
Beat Eberle, aufgewachsen im Kanton Zug, ist gelernter Buchhändler. Er arbeitete als selbständiger Vertreter für verschiedene Verlage aus der Schweiz, Deutschland und Österreich.
Eberle hat seit 1972 Lyrik und Prosa in Büchern, Anthologien, Zeitungen, Zeitschriften und im Radio veröffentlicht, sowie Beiträge über lateinamerikanische Literatur, über argentinische Literatur und Tango und über die Buchhandelsszene der Schweiz.
Von 1973 bis 1981 war er Mitglied im Werkkreis Literatur der Arbeitswelt und in der Werkstatt schreibender Arbeiter Zürich sowie seit 1975 in der Vereinigung Autorinnen und Autoren der Schweiz.
Beat Eberle ist verheiratet, Vater von drei Kindern und lebt im Kanton Zürich.

## Werke
- Mitverschwörer, Gedichte, Sauerländer, Aarau 1975.
- Beiträge in: Hinter den Fassaden, Rotpunktverlag, Zürich 1979.
- Querlandaus, Gedichte. In: Allmende Nr. 70/71, Anthologie Lyrik, Edition Isele, Eggingen 2001.
- Ein Vormittag in der Schweiz, Prosa, Edition Isele, Eggingen 2005.
- Die Welt in Hausen, Prosa, Edition Isele, Eggingen 2008.
- Zuger Kurzgeschichten, Kulturbuchverlag Riedtwil 2023. Mit Beiträgen verschiedener Autorinnen und Autoren.

## Auszeichnungen
- Förderpreis des Kantons Zug 1979.
- Förderpreis des Kuratoriums des Kantons Aargau 1985.